# Chasmodia ciliata
Chasmodia ciliata är en skalbaggsart som beskrevs av Ohaus 1908. Chasmodia ciliata ingår i släktet Chasmodia och familjen Rutelidae. Inga underarter finns listade i Catalogue of Life.